# 악몽 (1993년 영화)
《악몽》(영어: Flesh and Bone)은 미국에서 제작된 1993년 네오누아르 미스터리 스릴러 영화이다. 스티브 클로브스가 각본과 연출을, 토머스 뉴먼이 음악을, 필리프 루슬로가 촬영을, 미아 골드먼이 편집을 맡았다.

## 출연
- 데니스 퀘이드
- 메그 라이언
- 제임스 칸
- 귀네스 팰트로
- 스콧 윌슨
- 크리스토퍼 라이델
- 존 호크스

## 기타 제작진
- 공동 제작: G. 맥 브라운
- 배역: 주얼 베스트럽
- 미술: 존 허트먼
- 의상: 엘리자베스 맥브라이드